# Утко, Михаил Семёнович
Михаил Семёнович Утко (8 сентября 1928 — 12 декабря 2002) — передовик советской чёрной металлургии, сталевар металлургического завода имени А. К. Серова Министерства чёрной металлургии СССР, Свердловская область, Герой Социалистического Труда (1971).

## Биография
Родился 8 сентября 1928 году в селе Большая Будница Невельского района (ныне — Псковская область) в русской крестьянской семье. В самом начале Великой Отечественной войны его отец погиб на фронте, а мать была угнана в концентрационный лагерь в Германию. Михаил остался сиротой и был эвакуирован на Урал в город Серов Свердловской области.
Получил профессиональное образование в школе фабрично-заводского ученичества № 48. В 1942 году, в тяжёлые годы войны, подростком поступил работать на металлургический завод имени А. К. Серова сталеваром. Быстро освоил особенности профессии металлурга и вскоре вышел в число передовиков производства.
По результатам работы в седьмой пятилетки был представлен к награде Орденом Ленина. В восьмой пятилетки он продолжал удерживать первенство в работе среди сталеваров Серовского завода и вышел победителем социалистического соревнования.
Указом Президиума Верховного Совета СССР от 30 марта 1971 года за выдающиеся успехи, достигнутые в выполнении производственных заданий пятилетнего плана по развитию чёрной металлургии Михаилу Семёновичу Утко присвоено звание Героя Социалистического Труда с вручением ордена Ленина и золотой медали «Серп и Молот».
Продолжал работать на заводе. В 1978 году, достигнув пенсионного возраста по горячей сетке, перешёл трудиться мастером-наставником в городское профессионально-техническое училище № 54.
Проживал в городе Серове, Свердловской области. Умер 12 декабря 2002 года в Екатеринбурге.

## Награды
За трудовые успехи удостоен:
- золотая звезда «Серп и Молот» (30.03.1971)
- два ордена Ленина (22.03.1966, 30.03.1971)
- Медаль «За трудовое отличие» (24.02.1954)
- другие медали.